# Tonye Jekiri
Tonye Frank Jekiri (Lagos, 23 de julio de 1994) es un baloncestista nigeriano que pertenece a la plantilla del CSKA Moscú  de la VTB United League. Con 2,13 metros de estatura, juega en la posición de pívot.

## Trayectoria deportiva

### Universidad
Jugó cuatro temporadas con los Hurricanes de la Universidad de Miami, en las que promedió 5,5 puntos, 6,5 rebotes y 0,9 tapones por partido. En su última temporada fue incluido en el tercer mejor quinteto de la Atlantic Coast Conference, mientras que en 2015 y 2016 lo fue en el mejor quinteto defensivo para los entrenadores y la prensa especializada.

### Profesional
Tras no ser elegido en el Draft de la NBA de 2016, jugó las Ligas de Verano de la NBA con los Houston Rockets, promediando 2,0 puntos y 2,6 rebotes en los tres partidos que disputó. En agosto firmó su primer contrato profesional con el Bandırma Kırmızı de la TBL, la segunda división turca. Allí jugó una temporada en la que promedió 10,6 puntos y 8,8 rebotes por partido.
En agosto de 2017 firmó contrato por una temporada con opción a una segunda con el BC Oostende de la PBL belga, donde acabó la temporada primediando 8,8 puntos y 7,5 rebotes por partido, ganando la liga y siendo incluido en el segundo mejor quinteto defensivo.
El 1 de agosto de 2018 se comprometió con el Gaziantep BŞB de la Basketbol Süper Ligi, la primera división turca.
El 11 de julio de 2020 se anunció su fichaje por el Saski Baskonia de la liga ACB.
El 26 de julio de 2021, firma por el UNICS Kazan de la VTB United League.